# 1999-es fedett pályás atlétikai világbajnokság
Az 1999-es fedett pályás atlétikai világbajnokságot Maebasiban, Japánban rendezték március 5. és március 7. között. A vb-n 28 versenyszámot rendeztek.

## A magyar sportolók eredményei
Magyarország a világbajnokságon hét sportolóval képviseltette magát és két érmet szerzett.
Érmesek
| Érem  | Versenyző       | Versenyszám       | Dátum      |
| ----- | --------------- | ----------------- | ---------- |
| Bronz | Szabó Zsuzsanna | Női rúdugrás      | március 5. |
| Bronz | Czingler Zsolt  | Férfi hármasugrás | március 5. |

## Éremtáblázat
(A táblázatban Magyarország eltérő háttérszínnel kiemelve.)
| Helyezés | Nemzet                  | Arany | Ezüst | Bronz | Összesen |
| 1.       | Egyesült Államok        | 3     | 8     | 8     | 19       |
| 2.       | Oroszország             | 3     | 3     | 1     | 7        |
| 3.       | Románia                 | 3     | 1     | 0     | 4        |
| 4.       | Németország             | 3     | 0     | 4     | 6        |
| 5.       | Nagy-Britannia          | 3     | 0     | 2     | 5        |
| 6.       | Etiópia                 | 2     | 0     | 1     | 3        |
| 7.       | Kuba                    | 2     | 0     | 0     | 2        |
| 8.       | Lengyelország           | 1     | 2     | 2     | 5        |
| 9.       | Csehország              | 1     | 1     | 2     | 4        |
| 10.      | Bulgária                | 1     | 1     | 1     | 3        |
| 11.      | Ukrajna                 | 1     | 0     | 1     | 2        |
| 12.      | Franciaország           | 1     | 0     | 0     | 1        |
| 12.      | Görögország             | 1     | 0     | 0     | 1        |
| 12.      | Kazahsztán              | 1     | 0     | 0     | 1        |
| 12.      | Namíbia                 | 1     | 0     | 0     | 1        |
| 12.      | Dél-afrikai Köztársaság | 1     | 0     | 0     | 1        |
| 17.      | Kenya                   | 0     | 2     | 0     | 2        |
| 17.      | Nigéria                 | 0     | 2     | 0     | 2        |
| 19.      | Spanyolország           | 0     | 1     | 1     | 2        |
| 20.      | Ausztrália              | 0     | 1     | 0     | 1        |
| 20.      | Barbados                | 0     | 1     | 0     | 1        |
| 20.      | Dánia                   | 0     | 1     | 0     | 1        |
| 20.      | Észtország              | 0     | 1     | 0     | 1        |
| 20.      | Izland                  | 0     | 1     | 0     | 1        |
| 20.      | Marokkó                 | 0     | 1     | 0     | 1        |
| 20.      | Mozambik                | 0     | 1     | 0     | 1        |
| 27.      | Magyarország            | 0     | 0     | 2     | 2        |
| 27.      | Kanada                  | 0     | 0     | 2     | 2        |
| 29.      | Bahama-szigetek         | 0     | 0     | 1     | 1        |
| 29.      | Mexikó                  | 0     | 0     | 1     | 1        |
| Összesen | Összesen                | 28    | 28    | 29    | 85       |

## Érmesek
- WR – világrekord
- CR – világbajnoki rekord
- AR – kontinens rekord
- NR – országos rekord
- PB – egyéni rekord
- WL – az adott évben aktuálisan a világ legjobb eredménye
- SB – az adott évben aktuálisan az egyéni legjobb eredmény

### Férfi
| Versenyszám     | Arany                                                                           | Arany        | Ezüst                                                                               | Ezüst        | Bronz                                                                          | Bronz        |
| --------------- | ------------------------------------------------------------------------------- | ------------ | ----------------------------------------------------------------------------------- | ------------ | ------------------------------------------------------------------------------ | ------------ |
| 60 m            | Maurice Greene · Egyesült Államok                                               | 6,42 CR      | Tim Harden · Egyesült Államok                                                       | 6,43 PB      | Jason Gardener · Nagy-Britannia                                                | 6,46 AR      |
| 200 m           | Frankie Fredericks · Namíbia                                                    | 20,10 CR     | Obadele Thompson · Barbados                                                         | 20,26 AR     | Kevin Little · Egyesült Államok                                                | 20,48        |
| 400 m           | Jamie Baulch · Nagy-Britannia                                                   | 45,73        | Milton Campbell · Egyesült Államok                                                  | 45,99        | Alejandro Cárdenas · Mexikó                                                    | 46,02 NR     |
| 800 m           | Johan Botha · Dél-afrikai Köztársaság                                           | 1:45,47      | Wilson Kipketer · Dánia                                                             | 1:45,49      | Nico Motchebon · Németország                                                   | 1:45,74      |
| 1500 m          | Haile Gebrselassie · Etiópia                                                    | 3:33,77 CR   | Laban Rotich · Kenya                                                                | 3:33,98      | Andrés Manuel Díaz · Spanyolország                                             | 3:34,46      |
| 3000 m          | Haile Gebrselassie · Etiópia                                                    | 7:53,57      | Paul Bitok · Kenya                                                                  | 7:53,79      | Million Wolde · Etiópia                                                        | 7:53,85      |
| 60 m gát        | Colin Jackson · Nagy-Britannia                                                  | 7,38 CR      | Reggie Torian · Egyesült Államok                                                    | 7,40         | Falk Balzer · Németország                                                      | 7,44         |
| 4 × 400 m váltó | Egyesült Államok · Andre Morris · Dameon Johnson · Deon Minor · Milton Campbell | 3:02,83 WR   | Lengyelország · Piotr Haczek · Jacek Bocian · Piotr Rysiukiewicz · Robert Maćkowiak | 3:03,01 AR   | Nagy-Britannia · Allyn Condon · Solomon Wariso · Adrian Patrick · Jamie Baulch | 3:03,20 NR   |
| Magasugrás      | Javier Sotomayor · Kuba                                                         | 236 cm       | Vjacseszlav Voronyin · Oroszország                                                  | 236 cm       | Charles Austin · Egyesült Államok                                              | 233 cm       |
| Rúdugrás        | Jean Galfione · Franciaország                                                   | 600 cm CR    | Jeff Hartwig · Egyesült Államok                                                     | 595 cm AR    | Danny Ecker · Németország                                                      | 585 cm       |
| Távolugrás      | Iván Pedroso · Kuba                                                             | 862 cm CR    | Yago Lamela · Spanyolország                                                         | 856 cm AR    | Erick Walder · Egyesült Államok                                                | 830 cm       |
| Hármasugrás     | Charles Friedek · Németország                                                   | 17,18 m PB   | LaMark Carter · Egyesült Államok                                                    | 16,98 m      | Czingler Zsolt · Magyarország                                                  | 16,98 m      |
| Súlylökés       | Olekszandr Bahacs · Ukrajna                                                     | 21,41 m      | John Godina · Egyesült Államok                                                      | 21,06 m      | Jurij Bilonoh · Ukrajna                                                        | 20,89 m      |
| Hétpróba        | Sebastian Chmara · Lengyelország                                                | 6386 pont WL | Erki Nool · Észtország                                                              | 6374 pont NR | Roman Šebrle · Csehország                                                      | 6319 pont NR |

### Női
| Versenyszám     | Arany                                                                                         | Arany      | Ezüst                                                                      | Ezüst      | Bronz                                                                                    | Bronz      |
| --------------- | --------------------------------------------------------------------------------------------- | ---------- | -------------------------------------------------------------------------- | ---------- | ---------------------------------------------------------------------------------------- | ---------- |
| 60 m            | Ekateríni Thánu · Görögország                                                                 | 6,96       | Gail Devers · Egyesült Államok                                             | 7,02       | Philomena Mensah · Kanada *                                                              | 7,07       |
| 200 m           | Ionela Târlea · Románia                                                                       | 22,39      | Szvetlana Goncsarenko · Oroszország                                        | 22,69      | Pauline Davis · Bahama-szigetek                                                          | 22,70      |
| 400 m           | Grit Breuer · Németország                                                                     | 50,80      | Falilat Ogunkoya · Nigéria                                                 | 51,25      | Jearl Miles Clark · Egyesült Államok                                                     | 51,45      |
| 800 m           | Ludmila Formanová · Csehország                                                                | 1:56,90 CR | Maria Mutola · Mozambik                                                    | 1:57,17    | Natalja Ciganova · Oroszország                                                           | 1:57,47 NR |
| 1500 m          | Szabó Gabriella · Románia                                                                     | 4:03,23 CR | Violeta Beclea · Románia                                                   | 4:03,53 PB | Lidia Chojecka · Lengyelország                                                           | 4:05,86 NR |
| 3000 m          | Szabó Gabriella · Románia                                                                     | 8:36,42    | Zahra Ouaziz · Marokkó                                                     | 8:38,43 AR | Regina Jacobs · Egyesült Államok                                                         | 8:39,14 AR |
| 60 m gát        | Olga Sisigina · Kazahsztán                                                                    | 7,86       | Glory Alozie · Nigéria                                                     | 7,87       | Keturah Anderson · Kanada                                                                | 7,90       |
| 4 × 400 m váltó | Oroszország · Tatyjana Csebikina · Szvetlana Goncsarenko · Olga Kotljarova · Natalja Nazarova | 3:24,25 WR | Ausztrália · Susan Andrews · Tania Van Heer · Tamsyn Lewis · Cathy Freeman | 3:26,87 AR | Egyesült Államok · Monique Hennagan · Michelle Collins · Zundra Feagin · Shanelle Porter | 3:27,59 AR |
| Magasugrás      | Hrisztina Kalcseva · Bulgária                                                                 | 199 cm     | Zuzana Hlavoňová · Csehország                                              | 196 cm     | Tisha Waller · Egyesült Államok                                                          | 196 cm     |
| Rúdugrás        | Nastja Ryjikh · Németország                                                                   | 450 cm CR  | Vala Flosadóttir · Izland                                                  | 445 cm NR  | Nicole Rieger · Németország                                                              | 435 cm     |
| Rúdugrás        | Nastja Ryjikh · Németország                                                                   | 450 cm CR  | Vala Flosadóttir · Izland                                                  | 445 cm NR  | Szabó Zsuzsanna · Magyarország                                                           | 435 cm     |
| Távolugrás      | Tatyjana Kotova · Oroszország                                                                 | 686 cm PB  | Shana Williams · Egyesült Államok                                          | 682 cm PB  | Iva Prandzseva · Bulgária                                                                | 678 cm     |
| Hármasugrás     | Ashia Hansen · Nagy-Britannia                                                                 | 15,02 m WL | Iva Prandzseva · Bulgária                                                  | 14,94 m NR | Šárka Kašpárková · Csehország                                                            | 14,87 m NR |
| Súlylökés       | Szvetlana Kriveljova · Oroszország                                                            | 19,08 m    | Krystyna Danilczyk · Lengyelország                                         | 19,00 m    | Teri Steer · Egyesült Államok                                                            | 18,86 m    |
| Ötpróba         | Le Shundra Nathan · Egyesült Államok                                                          | 4753 pont  | Irina Belova · Oroszország                                                 | 4691 pont  | Urszula Włodarczyk · Lengyelország                                                       | 4596 pont  |